# Зязюн, Иван Андреевич
Ива́н Андре́евич Зя́зюн (укр. Іван Андрійович Зязюн; 3 марта 1938, Пашковка, Черниговская область — 29 августа 2014, Пашковка, Черниговская область) — ректор Полтавского педагогического института им. В. Г. Короленко в 1975—1990 годах, министр просвещения и науки Украины в 1990—1992 годах. Действительный член Академии педагогических наук СССР (1989), иностранный член Российской академии образования (1995).

## Биография
Родился 3 марта 1938 года в селе Пашковка Нежинского района Черниговской области.
Отец Андрей Владимирович (1913—1993) — колхозник, мать Варвара Никитична (род. 1918) — колхозница; жена Лариса Ивановна (1951) — филолог, кандидат педагогических наук, преподаватель французского языка Киевского национального университета им. Т. Шевченко; дочь Елена (1964) — учёный; дочь Наталья (1977) — дирижёр.
Образование: Киевский университет им. Т. Шевченко, историко-философский факультет, философское отделение (1959-64), философ; кандидатская диссертация «Особенности становления и развития эстетического восприятия человека» (1968); докторская диссертация «Формирование эстетического опыта человека» (1977).
- Ноябрь 1955 — июль 1956 — заведующий сельского клуба, с. Пашковка.
- Июль — август 1956 — колхозник, колхоз «Победа», с. Пашковка.
- Август 1956 — январь 1958 — ученик, горно-промышленное училище № 5, г. Свердловск Луганской области.
- Февраль 1958 — июль 1959 — воспитатель, горно-промышленное училище № 5, г. Свердловск Луганской области.
- Июль — сентябрь 1959 — заместитель директора по культурно-массовой работы, горно-промышленная школа № 72, г. Свердловск Луганской области.
- Сентябрь 1959 — июнь 1964 — студент Киевского университета им. Т. Шевченко.
- Август 1964 — август 1966 — ассистент кафедры марксизма-ленинизма, Днепропетровский сельскохозяйственный институт.
- Сентябрь 1966 — сентябрь 1968 — аспирант филос. факультета, Киевский университет им. Т. Шевченко.
- Июль — ноябрь 1968 — старший преподаватель кафедры марксизма-ленинизма Киевского государственного института театрального искусства им. Карпенко-Карого.
- Ноябрь 1968 — январь 1970 — старший преподаватель кафедры марксизма-ленинизма, Днепропетровский сельскохозяйственный институт.
- Февраль 1970 — февраль 1971 — заведующий лабораторией творческих процессов, Киевский театр оперы и балета им. Т. Шевченко.
- Февраль 1971 — март 1975 — старший преподаватель, доцент кафедры марксизма-ленинизма Киевского государственного института театрального искусства им. Карпенко-Карого.
- Март 1975 — сентябрь 1990 — ректор, Полтавский педагогический институт им. Короленко.
- Сентябрь 1990 — февраль 1992 — Министр просвещения и науки Украины.
- Май 1992 — ноябрь 1993 — заведующий лабораторией эстетического воспитания, Институт педагогики Министерства образования и науки Украины.

В 1993 году он стал директором-организатором Института педагогики и психологии профобразования АПН (теперь — Институт педобразования и образования взрослых НАПН), где работал в течение 20 лет.

## Звания и награды
Доктор философских наук, профессор (1979), академик АПНУ (Отдел педагогики и психологии высшей школы, 11.1992); Институт педагогики и психологии профессионального образования АПНУ, директор (с 11.1993); член президиума АПНУ (с 1993); профессор кафедры культурологии Национального педагогического университета им. М. Драгоманова.
Действительный член АПН СССР (1989). Иностранный член Российской академии образования (1999). Действительный член Международной славянской академии образования им. Я. А. Коменского (2002). Заслуженный работник высшей школы УССР (1988). Ордена: Дружбы народов (1981), Трудового Красного Знамени (1986). Орден «За заслуги» III (1998), II (2003), I ст. (2008). Почётная грамота КМ Украины (03.2003).

## Труды
Автор (соавтор) более 300 научных трудов, в том числе книг:
- «Эстетическое развитие личности» (1972),
- «Эстетический опыт личности» (1976),
- «Эстетическое воспитание в высших учебных заведениях» (1976, соавтор),
- «Основы педагогического мастерства» (1989, соавтор, редактор),
- «Гуманист. Мыслитель. Педагог. Об идеалах В. А. Сухомлинского» (1991, соавтор),
- «Педагогическое мастерство» (1997, соавтор, редактор),
  - Педагогическое мастерство : хрестоматия : учеб. пособ. / [сост. : И. А. Зязюн, Н. Г. Базилевич, А. В. Ткаченко и др.]; под ред. И. А. Зязюна. — К. : Высшая шк., 2006. — 606 с. (укр.)
  - Педагогическое мастерство : хрестоматия : учеб. пособ. / [сост. : И. А. Зязюн, Н. Г. Базилевич, А. В. Ткаченко и др.]; под ред. И. А. Зязюна. — К. : СПД Богданова А. М., 2008. — 462 с. (укр.)
- «Красота педагогического воздействия» (1997, соавтор),
- «Воспитание эстетической культуры школьников» (1998, соавтор),
- «Педагогика добра: идеалы и реалии» (2000),
- «Непрерывное профессиональное образование: философия, педагогические парадигмы, прогноз» (2003, соавтор).

редакторская деятельность
- Полтавская трудовая колония им. М. Горького в документах и материалах (1920—1926 гг) / [А. П. Ермак, Л. В. Крамущенко, Н. М. Тарасевич, А. В. Ткаченко и др.]; под ред. И. А. Зязюна. — Ч. 2. — Полтава, 2002. — 216 с. (укр.)
- Ткаченко А. В. Антон Макаренко: Харьковская трудовая колония им. М. Горького в документах и материалах. 1926—1928 гг. Архивная копия от 23 марта 2022 на Wayback Machine : монография / [авторы-сост. : И. Ф. Кривонос, Н. М. Тарасевич, А. В. Ткаченко]; под ред. акад. АПН Украины И. А. Зязюна; Институт пед. образования и образования взрослых АПН Украины, ПНПУ им. В. Г. Короленко, Каф. пед. мастерства. — Киев : Педагогічна думка, 2008. — 352 с. (укр.)

## Научная и административная деятельность
По некоторым данным Полтавский пединститут при И. А. Зязюне входил в 7-ку лучших идеологических вузов СССР. Многие выпускники ПГПИ поступали на работу отнюдь не в сельские школы, как того требовала направленность института, а во властные структуры — партийные учреждения, органы государственного управления, системы МВД и КГБ.
В числе главных пунктов научной деятельности И. А. Зязюна — научное и непредвзятое восприятие педагогического опыта А. С. Макаренко, изучением и внедрением которого в ПГПИ наиболее деятельно занимались в 1975—1990 годах.
Хорошо познакомившись при философских исследованиях искусства театра с актёрской техникой К. С. Станиславского, И. А. Зязюн, в частности, обратил внимание на понятие «педагогическая техника» в трудах А. С. Макаренко и предпринял большие научные и организаторские усилия по разработке этого направления сначала в подведомственном ему вузе, а затем и по всему СССР. Впервые на Украине и в СССР был создан курс «Педагогического мастерства», подготовлены соответствующие учебные пособия, которые получили признание и известность сначала в СССР, затем в Японии, странах СЭВ и т. д. Соответствующие курсы были приняты во всех 210 педагогических вузах СССР, в том числе в 30 пед.вузах Украины.
В то же время некоторые преподаватели Полтавского пед.вуза были не вполне подготовлены, а порой и маловоодушевлены к ведению подобного, требующего достаточно высокой квалификации курса, поэтому случались и накладки и, как говорится, перегибы. С подобными преподавателями за всё время обучения в рамках предлагаемого курса студенты-педагоги порой успевали познакомиться только с внешней стороной отдельных театральных приёмов и навыков.
Ряд педагогов и студентов по сию пору считают, что «педагогическая техника» должна ограничиваться исключительно работой над голосом (хотя и этим преподаватели занимались отнюдь не во все времена и тем более редко работали над мимикой, пантомимикой, мизансценами, вниманием, режиссурой и прочими необходимыми театральными вещами, что и удивляло в своё время Макаренко).
В то же время А. С. Макаренко понимал под этим направлением не только привлечённые из театра технические приёмы, необходимые для успешного и естественного, без особых волевых усилий, удержания внимания и интереса учащихся к восприятию общения с педагогом, а прежде всего умение создать соуправляемый воспитательный коллектив — единственно доступное для гражданской школы по-настоящему действенное средство успешного воспитания, то есть создания устойчивых привычек достойного поведения в обществе (на это направлено создание на основе полезного производительного труда органов соуправления — совета командиров и общего собрания, системы постоянных и сводных отрядов со сложными и меняющимися во времени взаимозависимостями между воспитанниками).
Новому ректору пришлось коренным образом менять укоренившееся в ПГПИ мнение, что применявшиеся А. С. Макаренко подходы предназначены, мол, исключительно и только для «работы с малолетними преступниками» (известно ясное высказывание А. С. Макаренко, что во всей своей работе он ни разу не пользовался предположением, что члены его коммуны должны воспитываться как-то иначе, чем обычные дети. «Книга для родителей» А. С. Макаренко и вся направленность его работы, особенно в последние годы деятельности, только подтверждают это). Как вспоминал И. А. Зязюн, даже профессор, зав. каф. общей педагогики ПГПИ называла А. С. Макаренко не иначе как «тюремным педагогом». Такая точка зрения связана с неверным представлением о том, что «настоящий порядок» может быть наведён только жёсткими авторитарными способами, которые характерны для армии, преступного мира и тюремной системы. Другой причиной подобных суждений было понимание педагогами того, что работа по системе Макаренко требует высочайшей подлинной самоотдачи, огромного и притом многолетнего напряжения душевных, умственных и физических сил педагога. Напряжения, к которому, тем более ради «чужих детей», многие советские педагоги были явно не готовы.
В этих условиях И. А. Зязюну с его сторонниками пришлось наводить порядок в вузе достаточно решительными способами, начиная с требований от будущих учителей опрятного внешнего вида, что, разумеется, вызывало возмущение определённой части студентов. Так, администрация института запрещала учащимся носить бороды и нарушать установленную «форму одежды». Считалось, что будущие учителя-юноши должны со студенческой скамьи приучаться носить галстук (в стенах вуза его называли «зязюнчик»), а девушки не должны появляться в альма-матер в брюках. Ослушавшихся подвергали определённым дисциплинарным взысканиям, вплоть до отчисления из института (в журнале «Суденческий меридиан» была опубликована статья о том, как одного из студентов физмата Полтавского пединститута принуждали сбрить бороду).
В работах И. А. Зязюна определённое внимание также уделено идеям другого педагога и выпускника Полтавского пед. института В. А. Сухомлинского, который не только по форме, но и по сути (в отличие от А. С. Макаренко) был образцовым педагогом-коммунистом просоветского толка. Опыт В. А. Сухомлинского заслуживал уважения с учётом идеологических реалий тех лет, — но он явно не может быть использован для создания современной и, тем более, универсальной педагогической системы.
И. А. Зязюн сделал «визитной карточкой» вуза яркую художественную самодеятельность. При нём ПГПИ получил известность в СССР и за его пределами благодаря народному хору «Калина», академической капелле и танцевальным коллективам. К сожалению и здесь, случайно или по умыслу, порой не обходилось без перегибов. Иные недоброжелатели нового ректора шутили, что абитуриенту для поступления в вуз достаточно было показать на вступительном собеседовании хороший голос, владение народным музыкальным инструментом или крепкие ноги. Впрочем, привлечение способных артистов и спортсменов для придания большей известности своему ВУЗу было весьма распространено для того времени.
За 15-лет своего ректорства И. А. Зязюн так и не сумел полностью переубедить некоторых сотрудников и студентов своего института в необходимости работать и учиться на педагогической ниве с большой квалификацией и самоотдачей: в 1989 году воодушевлённые перестройкой студенты и преподаватели Полтавского пединститута на общем собрании вуза большинством голосов выразили ректору своё недоверие в связи с его выдвижением в кандидаты в депутаты Верховного Совета СССР, публично выступив против его, как они выразились, командно-административной практики и устаревших идеологических подходов к образованию. В итоге И. А. Зязюн оставил пост ректора института.
В 1990 году И. А. Зязюн был назначен Министром просвещения и науки Украины.

## Критика
В ряде источников утверждается, что некоторые участники кампании против ректора подверглись тем или иным административным взысканиям: «взбунтовавшиеся» преподаватели вынуждены были уйти с работы, а четверо студентов, выступавшие против сложившихся в вузе порядков, были даже арестованы по подозрению в убийстве (впрочем, быстро отпущены), но в силу чего не смогли продолжить дальнейшее обучение.